# Ioulia Sokolovska
Ioulia Sokolovska, (ukrainien : Соколовська Юлія Сергіївна), est une activiste et femme politique ukrainienne. Elle est née le  12 avril 1985.

## Biographie
Elle fut étudiante à l'Université national d'économie de Kyiv en 2007 puis dans l'académie nationale d'Administration en 2016.
Ioulia a été ministre des affaires sociales du Gouvernement Hontcharouk , elle est au cabinet du président, chargée des affaires sociales.